# Stazione di Occhiobello
Stazione di Occhiobello vasútállomás Olaszországban, Veneto régióban, Occhiobello településen.

## Vasútvonalak
Az állomást az alábbi vasútvonalak érintik:
- Padova–Bologna-vasútvonal

## Kapcsolódó állomások
A vasútállomáshoz az alábbi állomások vannak a legközelebb: 
- Stazione di Pontelagoscuro
- Stazione di Canaro